# Поверхность раздела фаз
Пове́рхность разде́ла фаз — граничная поверхность между любыми двумя контактирующими фазами термодинамической системы. Например, в трёхфазной системе лёд — вода — воздух существуют три поверхности раздела (между льдом и водой, между льдом и воздухом, между водой и воздухом), вне зависимости от того, сколько кусков льда имеется в системе.
Поверхность раздела может иметь сложную конфигурацию (например, в случае газожидкостной эмульсии) и физически представляет собой тонкий переходный слой. Частицы вещества, образующие поверхностный слой, находятся в особых условиях, вследствие чего поверхность раздела обладает свойствами (например, поверхностным натяжением), не присущими веществу, находящемуся в глубине фазы. В каждой из контактирующих фаз на некотором расстоянии от поверхности раздела свойства фазы отличаются от её свойств в объёме.
Если поверхность раздела плоская, условием механического равновесия фаз является равенство давлений в обеих сосуществующих фазах. На искривлённой поверхности раздела возникает добавочное давление, направленное в сторону той фазы, по отношению к которой поверхность вогнута. Иначе говоря, при механическом равновесии давление больше в той фазе, которая отделена от другой фазы вогнутой поверхностью раздела. Разность давлений, возникающая по обе стороны искривленной поверхности флюида, носит название капиллярного давления (лапласова давления). Оно зависит от кривизны поверхности и от поверхностного натяжения (см. Формула Лапласа).
Если поверхность раздела фаз подвижна, то она под влиянием поверхностного натяжения стремится к форме, имеющей минимальную площадь поверхности. Этим объясняется сферичность поверхности мыльных пузырей, пузырьков газа в жидкости или капель одной жидкости в другой.
Особенности условий равновесия на искривленных поверхностях лежат в основе капиллярных явлений.
Процессы, происходящие на поверхности раздела фаз и в межфазовом поверхностном слое, относят к поверхностным явлениям